# Dimmu Borgir
I Dimmu Borgir sono un gruppo musicale symphonic black metal originario di Oslo, Norvegia, formato nel 1993.
Il suono della band si è caratterizzato per i classici elementi black metal, come il blast beat e la voce in scream e growl, applicati a strutture musicali di carattere sinfonico che hanno arricchito il tessuto musicale con sonorità tipiche della musica classica, tramite orchestrazioni ispirate principalmente a compositori romantici come Wagner e Dvořák, inizialmente poco pronunciate, poi introdotte in forma sempre maggiore soprattutto a partire dal secondo album Stormblåst.
Ad oggi sono spesso considerati una delle massime espressioni del symphonic black metal e c'è chi li ha definiti "la più credibile alternativa ai Cradle of Filth". I testi sono legati a tematiche come misantropia, misticismo, satanismo e anticristianesimo. Inizialmente la band impiegava la lingua norvegese nei brani ma, in seguito al crescente apprezzamento al di fuori dei propri confini nazionali, i testi verranno cantati in inglese.

## Storia del gruppo

### Gli esordi

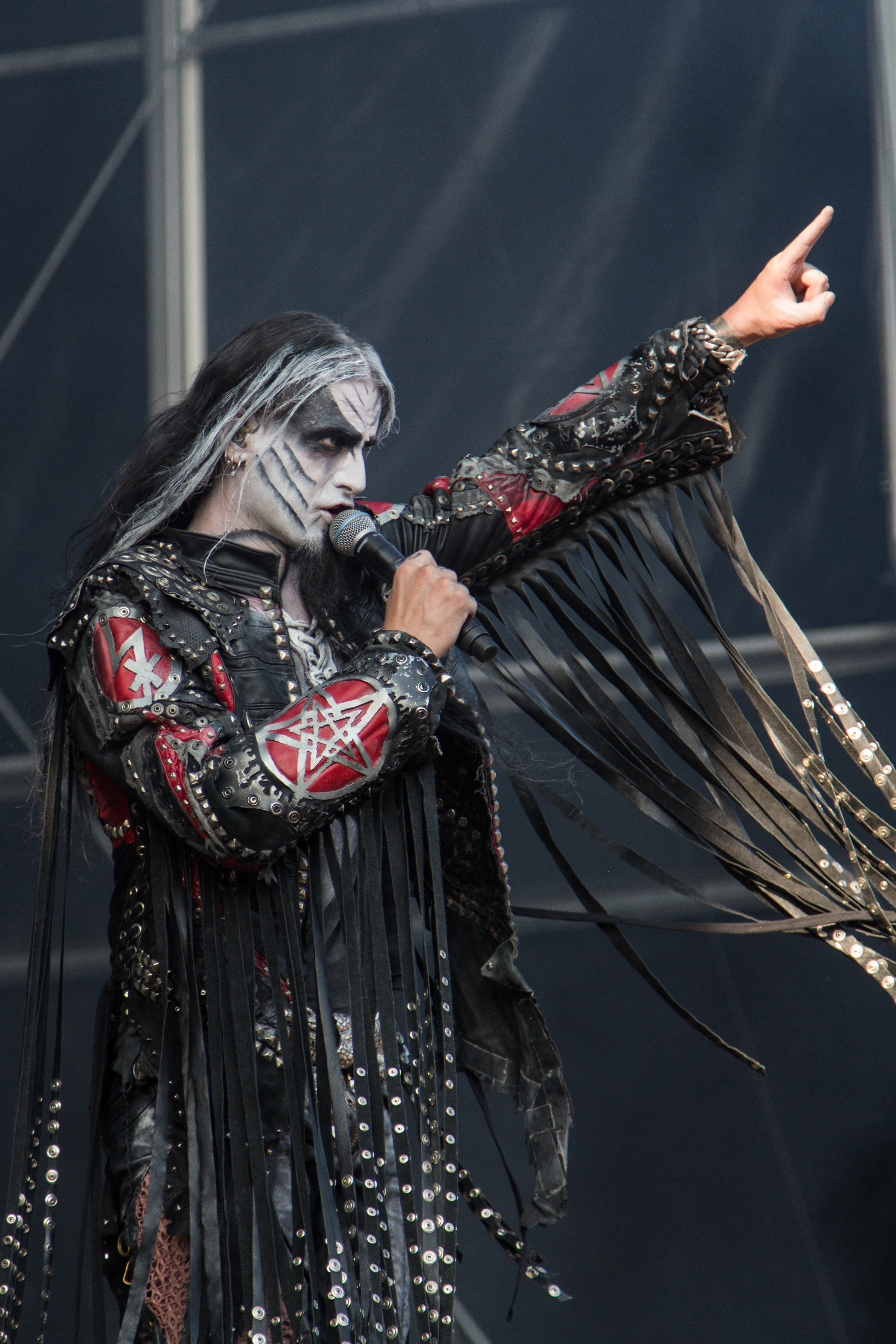
Shagrath al See-Rock Festival 2014

Il gruppo è stato fondato nel 1993 da Erkekjetter Silenoz (Sven Atle Kopperud), che si occupava già da allora dei testi, degli arrangiamenti e della musica, oltre a cantare e a suonare la chitarra. Insieme a lui Shagrath (Stian Tomt Thoresen) alla batteria e Tjodalv (Ian Kenneth Åkesson) alla chitarra solista. Il nome Dimmu Borgir, che significa in Islandese oscura (Dimmu) fortezza (Borgir), deriva da una formazione vulcanica dell'Islanda chiamata Dimmuborgir che, secondo le leggende del luogo, costituirebbe l'entrata per l'inferno.

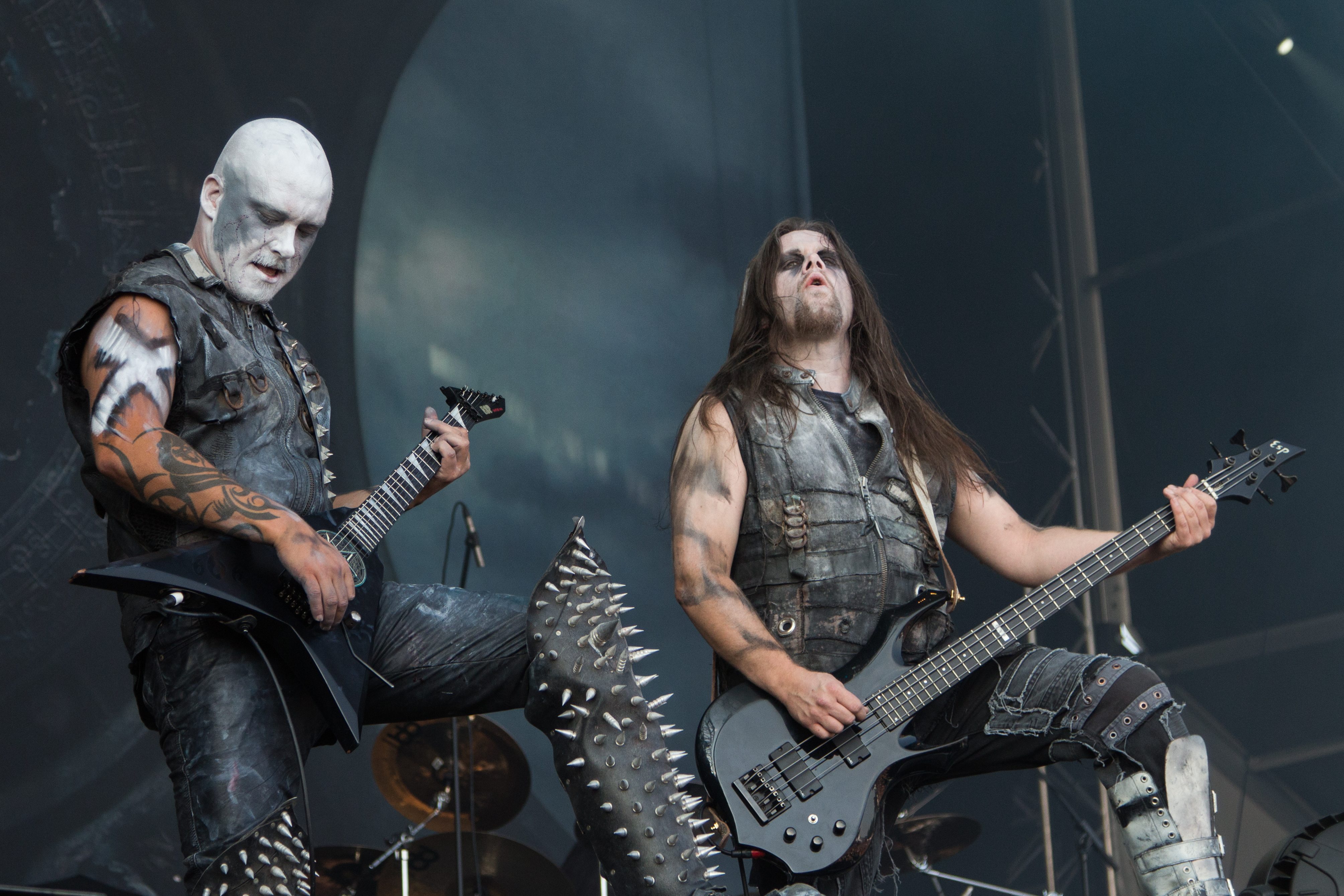
Galder e Cyrus

Ben presto si sono aggiunti alla formazione Brynjard Tristan (Ivar Tristan Lundsten) al basso e il tastierista Stian Aarstad.
La carriera del gruppo è iniziata nel 1994 e, prima della pubblicazione dell'EP Inn i evighetens mørke, vengono registrati ben tre demo.
Le prime vere attenzioni sono arrivate grazie al primo album, registrato tra agosto e dicembre e pubblicato l'anno successivo con il titolo norvegese For all tid.
Nel frattempo, Shagrath e Tjodalv si scambiano i rispettivi ruoli.
Nel 1996, viene pubblicato il secondo disco: Stormblåst. Esso ha avuto un forte impatto sulla scena black metal dell'epoca, grazie ad una particolare produzione e ad una forma compositiva che godeva di maggiore profondità e ricchezza stilistica, anche grazie alla maggiore presenza dell'elemento sinfonico di tastiere e pianoforte. Il disco è stato apprezzato da alcuni critici musicali specializzati del settore.

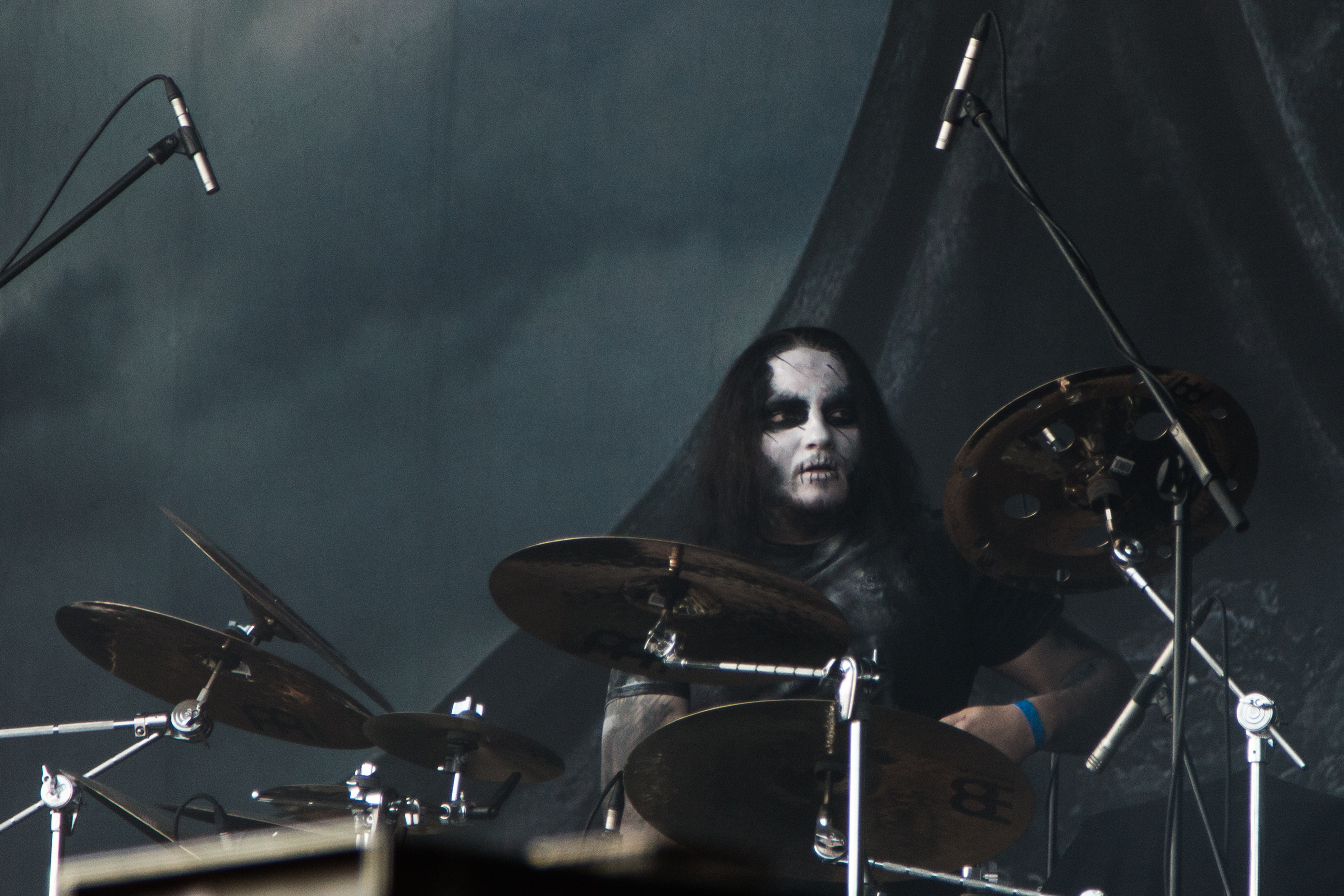
Daray

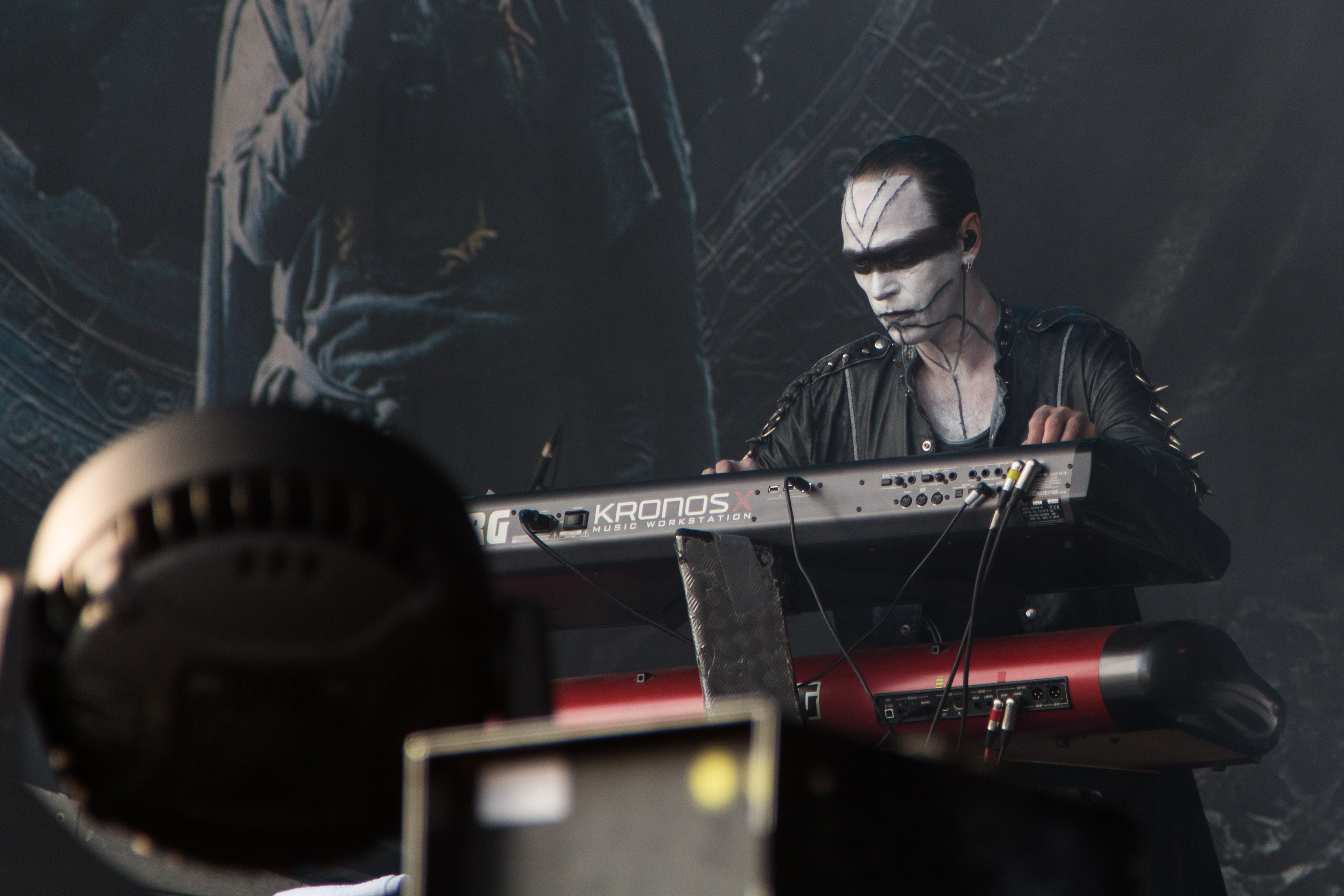
Gerlioz

### La fama
Sempre nel 1996 il gruppo ha pubblicato un EP intitolato Devil's Path; in esso il basso è stato suonato da Nagash (Stian Arnesen), in seguito membro dei Kovenant). Aarstad non ha potuto partecipare per via del servizio militare da dover rispettare.
Il terzo album, Enthrone Darkness Triumphant, ha visto la luce nel 1997 ed è considerato uno dei migliori lavori della band.
Grazie all'accordo con la Nuclear Blast, l'album ha avuto un'ottima produzione e ha ricevuto una buona distribuzione: è stato venduto in 150 000 copie, cifra record per un gruppo black metal. La formazione di questo disco è la stessa del precedente EP, con il ritorno di Stian Aarstad.
Subito dopo l'uscita di questo album, la band è partita per un lungo tour. Per permettere a Shagrath di concentrarsi sul cantato è stato assoldato il chitarrista Astennu. Nonostante i riscontri positivi ottenuti dal tour, Stian Aarstad è stato licenziato subito dopo per via di alcune esibizioni ritenute insoddisfacenti. Nello stesso periodo, Tjodalv si è allontanato temporaneamente per problemi familiari rimpiazzato, momentaneamente, alla batteria da Aggressor. Il ruolo di tastierista è stato occupato da Kimberly Goss, successivamente sostituita a sua volta da Mustis.
Nel 1998 la Nuclear Blast ha ripubblicato For all tid e fatto uscire un nuovo EP, Godless Savage Garden, contenente due inediti e alcuni brani live.

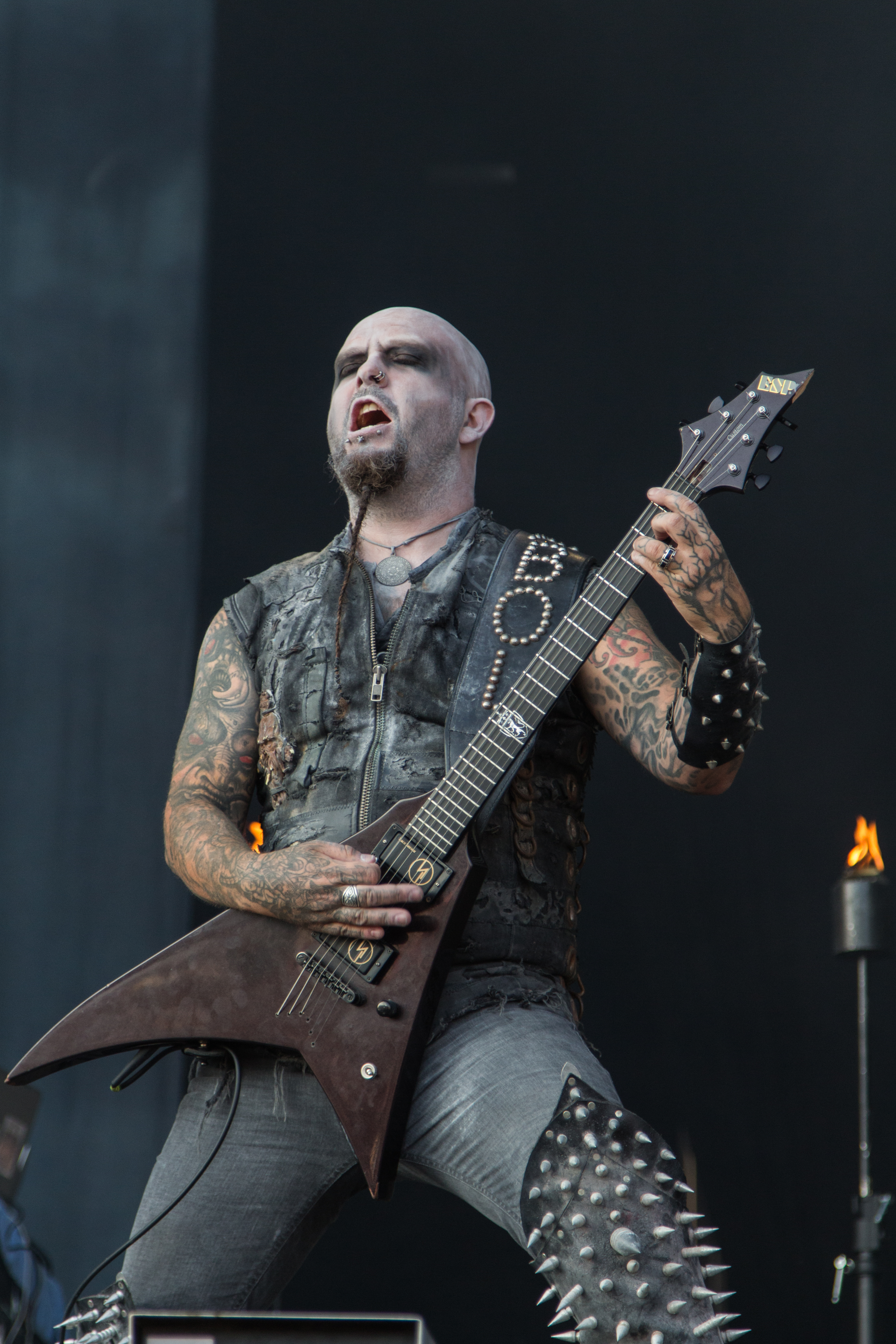
Silenoz

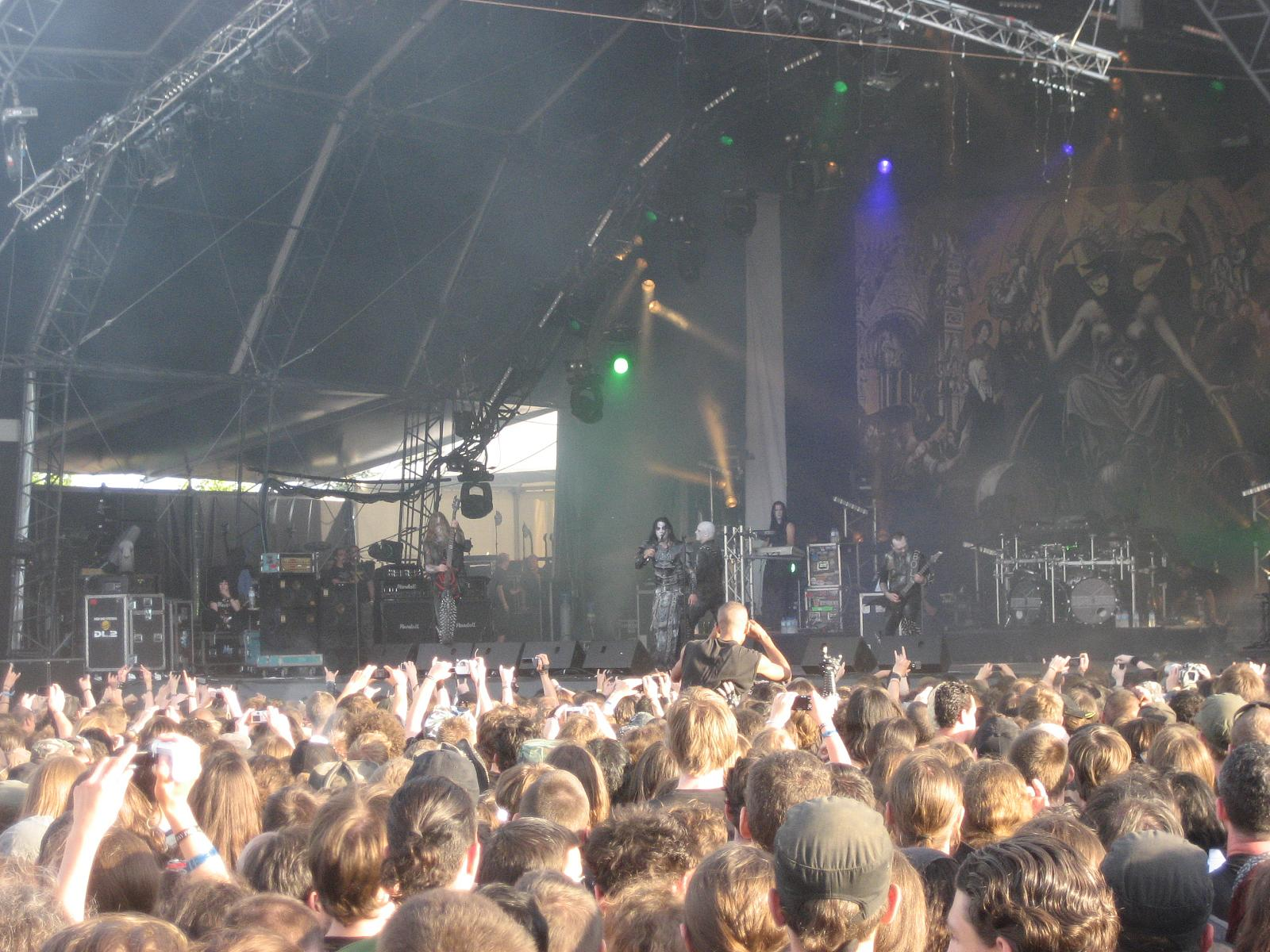
Il gruppo all'Hellfest 2008

L'anno successivo è uscito il quarto album, Spiritual Black Dimensions, che ha ottenuto un successo maggiore del precedente dando più spazio agli arrangiamenti sinfonici. Subito dopo questa pubblicazione, Nagash ha abbandonato il gruppo sostituito da ICS Vortex, già presente nell'album per registrare le parti vocali pulite; inoltre, dopo il tour, Tjodalv lasciò definitivamente la formazione e, più avanti, è stato rimpiazzato da Nicholas Barker (ex Cradle of Filth), mentre Astennu ha lasciato il suo posto di chitarrista a Galder (Old Man's Child).
Nello stesso anno uscì la Compilation Sons of Satan - Gather for Attack: contenente Devil's Path e un demo degli Old Man's Child.

### Il successo

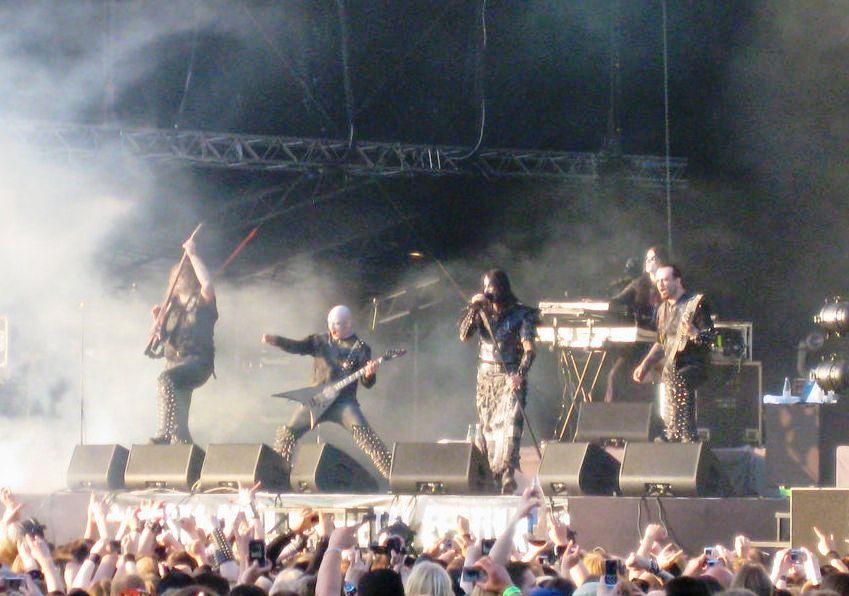
Il gruppo al Tuska Open Air (Helsinki) nel 2008

La band, con questa formazione e l'aiuto dell'orchestra sinfonica di Göteborg, pubblicò nel 2001 Puritanical Euphoric Misanthropia, che segna uno stravolgimento del sound tipico della band inserendovi forti influenze elettroniche (ad esempio nella traccia Puritania). 
Dopo questa uscita i Dimmu Borgir partirono per un lunghissimo tour mondiale durante il quale registrarono il DVD World Misanthropy, uscito nel 2002.
Il sesto album esce l'anno successivo, nel 2003, con il titolo Death Cult Armageddon. Per la registrazione la band si avvale della collaborazione dell'orchestra sinfonica di Praga; l'album è un parziale ritorno alle vecchie sonorità e ottiene riscontri positivi.
Nick Barker viene improvvisamente licenziato nel gennaio del 2004 e, momentaneamente, viene sostituito dal turnista Reno Killerich. Per il tour americano, invece, subentra Tony Laureano (ex Nile).
Nel 2005 la band ha pubblicato Stormblåst MMV, una versione dell'album omonimo del 1996 completamente risuonata e registrata con strumentazione digitale. Come ospite alla Batteria c'è Hellhammer (Mayhem), che farà parte della line-up per i prossimi lavori.

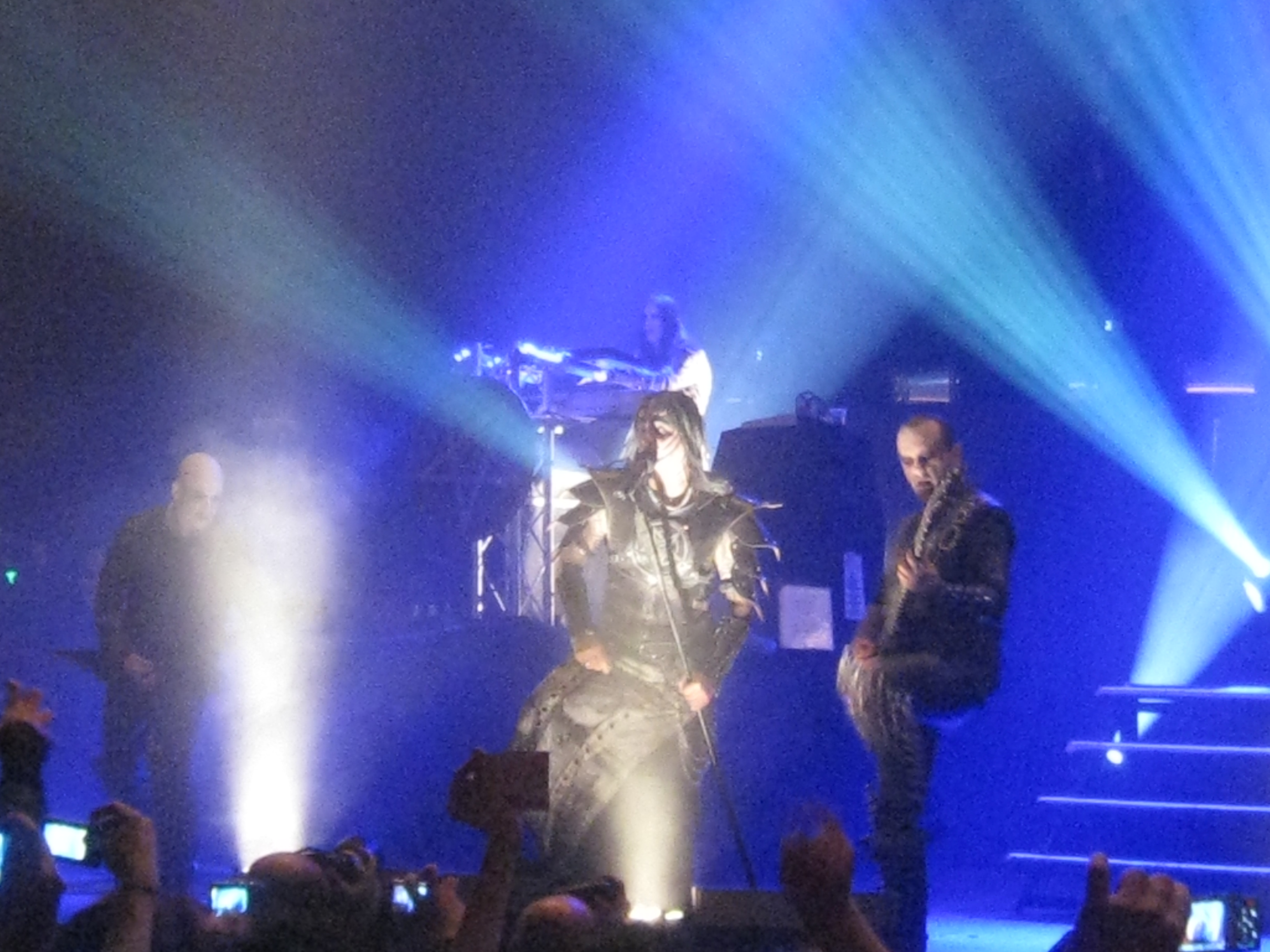
I Dimmu Borgir alla Brixton Academy

La band fa uscire nel 2007, il suo nuovo disco dal titolo In Sorte Diaboli, sempre per l'etichetta Nuclear Blast. L'album, incentrato sulle vicissitudini dell'apprendista di un vescovo che abbandona la vita religiosa in favore delle tenebre, ha riscosso un ottimo successo risultando il primo album metal a raggiungere il traguardo del disco d'oro in Norvegia. Anche negli Stati Uniti il disco ha riscosso un successo insolito per un album di genere black metal: son state vendute ben 75 000 copie.
In virtù dell'infortunio occorso a Hellhammer, nelle date seguenti dell'Invaluable Darkness Tour, la batteria sarà affidata a Tony Laureano che aveva già suonato con la band un paio d'anni prima..
La band ha fatto uscire un nuovo DVD Live, The Invaluable Darkness, nel mese di ottobre del 2008, DVD che contiene esibizioni estratte dal loro Invaluable Darkness Tour del 2007, un CD contenente la versione audio della "P3 Session" registrata nel settembre del 2007 davanti a pochi fortunati spettatori ed infine il Live completo del "Wacken Open Air" del 2007.

### La crisi

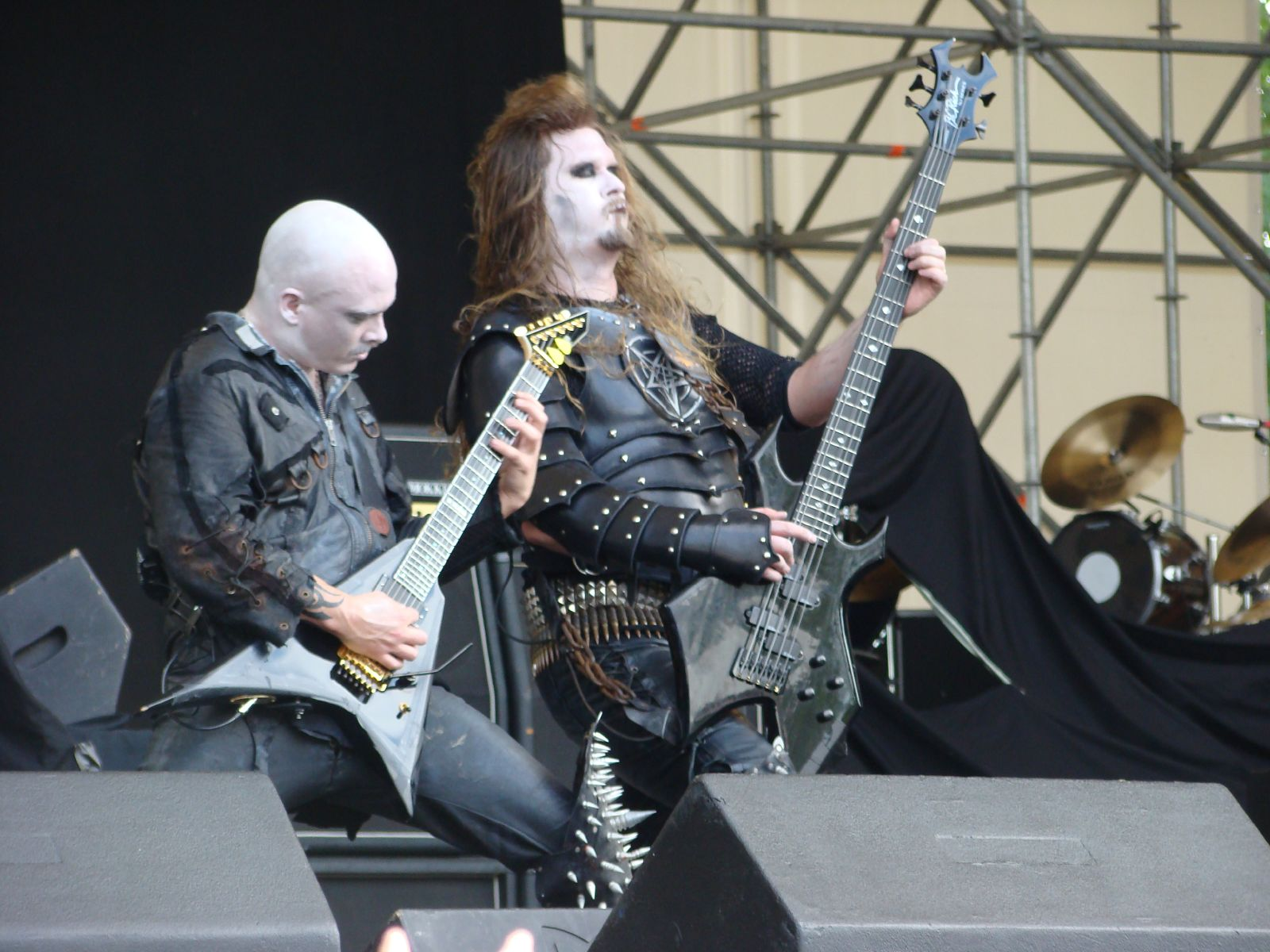
Galder e ICS Vortex al Gods of Metal 2007

Il 31 agosto 2009 viene annunciato che il tastierista Mustis e il bassista-clear vocalist ICS Vortex hanno lasciato la band.
Mustis ha reso pubblica la situazione con un messaggio sul proprio Myspace, affermando che la decisione è stata presa per far fronte a "numerose e gravi lacune nel processo di comunicazione che hanno creato conflitti insanabili".
Sul sito ufficiale la band comunica la separazione dai due membri, aggiungendo che il gruppo,  con grande entusiasmo, era all'opera sul nuovo album e con la voglia di continuare il progetto Dimmu Borgir, chiarendo che il progetto sarebbe andato avanti.
In seguito, la band ha postato un lunghissimo comunicato sul sito ufficiale, col quale spiega la propria versione dei fatti riguardo alla separazione, facendo un elenco di tutte le "malefatte" compiute da uno dei due o da entrambi tra le quali, hanno accusato i Dimmu, dimenticare gli strumenti musicali ai concerti, risse alcoliche con ferimenti, performance live imbarazzanti e non risparmiando parole dure verso i due ex membri.
Nel 2010 il polistrumentista Snowy Shaw dei Therion, il giorno dopo aver confermato la sua entrata nei Dimmu Borgir come bassista e cantante, ha fatto marcia indietro, chiudendo i rapporti con la black metal band.
L'ottavo album dei Dimmu Borgir, Abrahadabra, è stato pubblicato per l'etichetta Nuclear Blast il 24 settembre 2010 in Germania, il 27 settembre 2010 nel resto d'Europa ed il 12 ottobre dello stesso anno in Nord America. Per la registrazione delle numerose orchestrazioni sinfoniche la band si è avvalsa della collaborazione dell'orchestra Kringkastingsorkestret (la Radio Orchestra Norvegese) e del coro di musica da camera Schola Cantorum, raggiungendo un organico di oltre cento musicisti. In un'intervista rilasciata a Metal Hammer magazine il chitarrista Erkekjetter Silenoz ha descritto la musica di Abrahadabra con aggettivi quali "eerie" (misteriosa/soprannaturale), "haunting" (ossessiva), "epic" (epica), "primal" (primitiva), "huge" (immensa), "atmospheric" (atmosferica). L'album ha ricevuto recensioni miste, talvolta ricevendo critiche per il sound e le composizioni banali e poco interessanti nonostante l'immenso budget a disposizione.

### Tempi recenti
L'11 aprile del 2016 viene annunciato il rinnovo per l'etichetta discografica Nuclear Blast e che, a breve, verrà pubblicato il nuovo Video dal titolo Forces of the Northern Night in formato DVD e Blu-ray. Nel frattempo, continuano i lavori sul nuovo album preannunciato nel 2015. Agli inizi del 2017 viene comunicato che il 14 aprile dello stesso anno sarà la volta dell’attesissimo DVD e, anche che, non sarà l'unica uscita prevista dalla band. Anticipato dal singolo Interdimensional Summit, il 4 maggio del 2018 viene pubblicato Eonian, nono album in studio del gruppo. Il 28 maggio dello stesso anno viene annunciato l'ingresso in formazione del bassista svedese Victor Brandt, già con Entombed A.D. e Firespawn.

## Stile
La proposta musicale della band è caratterizzata principalmente dalla commistione delle sonorità grezze e violente tipiche del black metal con melodie ispirate dalla musica romantica affidate alla tastiera, ai sintetizzatori e in seguito a orchestre vere e proprie. Agli esordi le melodie (lente e soffuse) erano orientate su tonalità malinconiche, gelide e angoscianti. Tuttavia già dal secondo album la componente sinfonica diventa maggiormente incisiva arricchendosi di connotati più rabbiosi, epici ed evocativi, tendenza rafforzata nei successivi lavori di pari passo con la crescente propensione al virtuosismo e all'uso di forme musicali di maggiore impatto. Per rafforzare la struttura armonica delle composizioni (via via sempre più articolata), a cominciare dal quarto album la band introdurrà voci "pulite", da affiancare a quelle urlate in scream e growl di Shagrath, affidate a ICS Vortex fino a In Sorte Diaboli, poi sostituito in Abrahadabra da Snowy Shaw. Nel corso della sua evoluzione la band non ha disdegnato l'inserimento di sonorità elettroniche, in modo da conferire ad alcuni brani atmosfere più industriali e maligne, in particolare nell'album Puritanical Euphoric Misanthropia.
Lo stile live della band è caratterizzato da coreografie "apocalittiche". La teatralità dei concerti è rafforzata dai costumi di scena.

## Formazione

### Formazione attuale
- Shagrath – voce (1993-presente), tastiere e sintetizzatori (2009-presente), batteria (1993-1996, 2008-presente), chitarra solista (1993-1996, 1999-2000), basso (2009, 2010, 2018-presente)
- Erkekjetter Silenoz – chitarra ritmica, cori (1993-presente), voce death (1993-1999, 2009, 2010-presente), basso (2009, 2010, 2018-presente)

### Musicisti di supporto
- Daray – batteria (2008-presente)
- Brat – tastiere (2009-presente)
- Victor Brandt – basso (2018-presente)

### Ex componenti
- Galder – chitarra solista, cori (2000-2024), basso (2009, 2010, 2018-2024)
- Tjodalv – chitarra solista (1993-1997), batteria (1993-1999)
- Stian Aarstad – tastiere, pianoforte (1993-1997)
- Brynjard Tristan – basso (1994-1996)
- Nagash – basso, cori (1996-1999)
- Kimberly Goss – tastiere (1997-1998)
- Astennu – chitarra solista (1997-1999)
- Mustis – tastiere, pianoforte, violino, flauto (1998-2009)
- Nicholas Barker – batteria (1999-2004)
- ICS Vortex – basso, voce (1999–2009)
- Reno Hilligsøhe Killerich – batteria (2003-2004)
- Tony Laureano – batteria (2004-2005, 2007-2008)
- Hellhammer – batteria (2005-2007)
- Snowy Shaw – basso, seconda voce (2009-2010)
- Cyrus – basso (2010-2018)

### Ex-musicisti di supporto
- Jens Petter – chitarra solista (1995-1997)
- Aggressor – batteria (1997)
- Archon – chitarra solista (1999-2000)

## Discografia

### Album in studio
- 1994 – For all tid
- 1996 – Stormblåst
- 1997 – Enthrone Darkness Triumphant
- 1999 – Spiritual Black Dimensions
- 2001 – Puritanical Euphoric Misanthropia
- 2003 – Death Cult Armageddon
- 2007 – In Sorte Diaboli
- 2010 – Abrahadabra
- 2018 – Eonian

### Album dal vivo
- 2019 – Live at Dynamo Open Air 1998